# Global Records
Global Records — румынский независимый музыкальный лейбл, основанный в 2008 году Штефаном Лучианом (рум. Ștefan Lucian).
Это самый известный независимый музыкальный лейбл в Восточной Европе, на счету которого на сегодняшний день более 15 миллиардов прослушиваний, множество хитов №1 и многочисленные платиновые сертификаты по всему миру. Представляя более 35 артистов, её музыкой наслаждаются сотни миллионов людей по всему миру в прямом эфире, в цифровом формате, на радиостанциях и телеканалах. Лейбл производит, распространяет и продвигает более 200 ежегодных релизов для таких ведущих артистов, как INNA, Minelli, Olivia Addams, Holy Molly, Roxen и многих других. По состоянию на 2021 год INNA является самым успешным артистом в регионе CEEMEA - Центральной и Восточной Европы, Ближнего Востока и Африки - за последние 10 лет. Он является интегрированной частью платформы Global, которая также включает в себя Global Publishing, дом награжденных продюсеров и авторов песен, где размещают песни Selena Gomez, Pitbull, Nicki Minaj, Alok, J Balvin, Sean Paul, Alicia Keys, Flo Rida и другие. Global Publishing работает в 13 студиях в Румынии и имеет в своём реестре более 45 композиторов и продюсеров. 
Другие неотъемлемые части платформы Global включают Global Talent United, крупнейшее агентство по поиску талантов и влиятельных людей в CEE, Global Booking, Global Events, Viva la Vidra - кинопроизводственная компания, Loops Production - видеопроизводственная компания, Mainstage - маркетинговое и рекламное агентство.

## История
Первым подписанным артистом Global Records стала INNA в 2008 году, чья карьера длится уже более 10 лет. Она выпустила ряд международных хитов, таких как "Hot" (2008), "Sun Is Up" (2010) и "More Than Friends" (2013), а также записала совместные работы с такими исполнителями, как Daddy Yankee и J Balvin.  В январе 2020 года румынское общественное телевидение (TVR) объявило о сотрудничестве со звукозаписывающей компанией для выбора представителя Румынии на конкурсе Евровидение 2020, и Roxen была выбрана со своим треком "Alcohol You". Однако 18 марта 2020 года конкурс был отменен из-за пандемии COVID-19. Роттердам принимал конкурс 2021 года, и Roxen участвовала в нем с треком "Amnesia". В феврале 2022 года WRS выпустил сингл "Llámame", с которым он будет представлять Румынию на конкурсе Евровидение 2022.
С августа 2020 года Global Records сотрудничает с Warner Music Group для продвижения своих артистов на международном уровне и лицензирования репертуара Warner в Румынии. Первая совместная кампания была проведена для Roxen и их последнего на тот момент сингла "How to Break a Heart". Начиная с 2020 года, Global Records открыла региональные подразделения в Польше (Global Records Polska), России (Global Records Russia) и Турции (Global Records Turkey).

## Артисты
- 5GANG
- ADI Istrate
- Alduts Sherdley
- Alina Eremia
- AMI
- Antonia
- Bastien
- Carla's Dreams
- Cezar Guna
- Corina
- Dayana
- DJ Project
- Domino
- EMAA
- Erika Isaac
- Eva Timush
- Florian Rus
- Gipsy Casual
- Golani
- Gran Error
- Holy Molly
- INNA
- IRAIDA
- Irina Rimes
- Iuliana Beregoi
- Killa Fonic
- Minelli
- Nicole Cherry
- Olivia Addams
- PAX (Paradise Auxiliary)
- Randi
- Rareș Maris
- Roxen
- Sickotoy
- The Motans
- WRS
- Yuka